# شهر فراموش‌شده
شهر فراموش شده (به عربی: المدن المنسیة) یک منطقهٔ مسکونی در سوریه است که در فهرست میراث جهانی یونسکو در کشورهای عربی واقع شده‌است.